# Kathellen Sousa
Kathellen "Kat" Sousa Feitoza, née le 26 avril 1996, est une footballeuse brésilienne évoluant à Al-Nassr et avec l'équipe du Brésil féminine de football. C'est une défenseure centrale et un produit du système de soccer universitaire américain.

## Carrière de club
Durant sa jeunesse, Kathellen joua principalement au futsal, les opportunités pour jouer au football dans sa ville de Baixada Santista étant alors limitées, surtout après la fermeture de la section féminine du Santos FC en 2012.
À 18 ans, Kathellen a obtenu une bourse athlétique aux États-Unis de la part du Monroe College, membre de la National Junior College Athletic Association. Après deux années couronnées de succès à Monroe, elle fut recrutée, toujours grâce à une bourse, par l'université de Louisville, puis par l'université du centre de la Floride, en Division 1 de NCAA.
Une fois sa carrière universitaire terminée, elle reçoit plusieurs propositions d'essais en Europe, et notamment en France. Le FC Girondins de Bordeaux lui propose de rejoindre l'équipe directement. Elle signe alors son premier contrat professionnel en janvier 2018, et fait ses débuts en Division 1 le même mois. Impressionnante dans l'axe de la défense, le club bordelais lui propose un nouveau contrat de deux ans. Elle est appelée en équipe du Brésil féminine de football à l'issue de la saison.
En fin de contrat à Bordeaux elle rejoint l'Inter de Milan après l'été 2020.

## Carrière internationale
Le sélectionneur brésilien Vadão convoque Kathellen pour la première fois en juin 2018 pour un camp d'entraînement avant le Tournoi des Nations de 2018. Le tournoi tombant en dehors du calendrier international des matches de la FIFA, certaines joueuses n'ont alors pas été libérées par leurs clubs, ce qui a amené Vadão à envisager d'autres solutions, dont Kathellen.
Le 26 juillet 2018, elle apparaît pour la première fois sous le maillot brésilien, en remplaçant Daiane Limeira lors d'une défaite 3-1 contre l'Australie durant ce même Tournoi des Nations.
Régulièrement appelée depuis l'été 2018, Kathellen est sélectionnée pour la Coupe du monde, qui a lieu en France. Elle connaît sa première titularisation lors de la victoire 3-0 contre la Jamaïque, qui l'a vu affronter sa nouvelle coéquipière en club, Khadija "Bunny" Shaw.